# Charente megye községei
A franciaországi Charente megyében 404 település található.
| INSEE | Irányítószám | Önkormányzat                       |
| ----- | ------------ | ---------------------------------- |
| 16001 | 16500        | Abzac                              |
| 16002 | 16700        | Les Adjots                         |
| 16003 | 16110        | Agris                              |
| 16004 | 16190        | Aignes-et-Puypéroux                |
| 16005 | 16140        | Aigre                              |
| 16007 | 16490        | Alloue                             |
| 16008 | 16140        | Ambérac                            |
| 16009 | 16490        | Ambernac                           |
| 16010 | 16300        | Ambleville                         |
| 16011 | 16560        | Anais                              |
| 16012 | 16130        | Angeac-Champagne                   |
| 16013 | 16120        | Angeac-Charente                    |
| 16014 | 16300        | Angeduc                            |
| 16015 | 16000        | Angoulême (ComAGA)                 |
| 16016 | 16500        | Ansac-sur-Vienne                   |
| 16017 | 16170        | Anville                            |
| 16018 | 16130        | Ars                                |
| 16019 | 16290        | Asnières-sur-Nouère                |
| 16020 | 16390        | Aubeterre-sur-Dronne               |
| 16021 | 16250        | Aubeville                          |
| 16339 | 16170        | Auge-Saint-Médard                  |
| 16023 | 16460        | Aunac                              |
| 16024 | 16560        | Aussac-Vadalle                     |
| 16025 | 16360        | Baignes-Sainte-Radegonde           |
| 16026 | 16430        | Balzac                             |
| 16027 | 16140        | Barbezières                        |
| 16028 | 16300        | Barbezieux-Saint-Hilaire           |
| 16029 | 16210        | Bardenac                           |
| 16030 | 16300        | Barret                             |
| 16031 | 16700        | Barro                              |
| 16032 | 16120        | Bassac                             |
| 16033 | 16460        | Bayers                             |
| 16034 | 16210        | Bazac                              |
| 16035 | 16450        | Beaulieu-sur-Sonnette              |
| 16036 | 16250        | Bécheresse                         |
| 16037 | 16210        | Bellon                             |
| 16038 | 16350        | Benest                             |
| 16039 | 16700        | Bernac                             |
| 16040 | 16480        | Berneuil                           |
| 16041 | 16250        | Bessac                             |
| 16042 | 16140        | Bessé                              |
| 16043 | 16170        | Bignac                             |
| 16044 | 16700        | Bioussac                           |
| 16045 | 16120        | Birac                              |
| 16046 | 16250        | Blanzac-Porcheresse                |
| 16047 | 16320        | Blanzaguet-Saint-Cybard            |
| 16048 | 16480        | Boisbreteau                        |
| 16049 | 16390        | Bonnes                             |
| 16050 | 16120        | Bonneuil                           |
| 16051 | 16170        | Bonneville                         |
| 16052 | 16190        | Bors                               |
| 16053 | 16360        | Bors                               |
| 16054 | 16350        | Le Bouchage                        |
| 16055 | 16410        | Bouëx                              |
| 16056 | 16200        | Bourg-Charente                     |
| 16057 | 16120        | Bouteville                         |
| 16058 | 16100        | Boutiers-Saint-Trojan              |
| 16059 | 16240        | Brettes                            |
| 16060 | 16370        | Bréville                           |
| 16061 | 16590        | Brie                               |
| 16062 | 16300        | Brie-sous-Barbezieux               |
| 16063 | 16210        | Brie-sous-Chalais                  |
| 16064 | 16420        | Brigueuil                          |
| 16065 | 16500        | Brillac                            |
| 16066 | 16480        | Brossac                            |
| 16067 | 16110        | Bunzac                             |
| 16068 | 16260        | Cellefrouin                        |
| 16069 | 16230        | Cellettes                          |
| 16070 | 16150        | Chabanais                          |
| 16071 | 16150        | Chabrac                            |
| 16072 | 16250        | Chadurie                           |
| 16073 | 16210        | Chalais                            |
| 16074 | 16300        | Challignac                         |
| 16076 | 16350        | Champagne-Mouton                   |
| 16075 | 16250        | Champagne-Vigny                    |
| 16077 | 16290        | Champmillon                        |
| 16078 | 16430        | Champniers                         |
| 16079 | 16360        | Chantillac                         |
| 16081 | 16140        | La Chapelle                        |
| 16082 | 16320        | Charmant                           |
| 16083 | 16140        | Charmé                             |
| 16084 | 16380        | Charras                            |
| 16085 | 16260        | Chasseneuil-sur-Bonnieure          |
| 16086 | 16150        | Chassenon                          |
| 16087 | 16350        | Chassiecq                          |
| 16088 | 16200        | Chassors                           |
| 16089 | 16100        | Châteaubernard                     |
| 16090 | 16120        | Châteauneuf-sur-Charente           |
| 16091 | 16480        | Châtignac                          |
| 16092 | 16320        | Chavenat                           |
| 16093 | 16380        | Chazelles                          |
| 16094 | 16460        | Chenommet                          |
| 16095 | 16460        | Chenon                             |
| 16096 | 16310        | Cherves-Châtelars                  |
| 16097 | 16370        | Cherves-Richemont                  |
| 16098 | 16240        | La Chèvrerie                       |
| 16099 | 16480        | Chillac                            |
| 16100 | 16150        | Chirac                             |
| 16101 | 16440        | Claix                              |
| 16102 | 16100        | Cognac                             |
| 16103 | 16320        | Combiers                           |
| 16104 | 16700        | Condac                             |
| 16105 | 16360        | Condéon                            |
| 16106 | 16500        | Confolens                          |
| 16107 | 16560        | Coulgens                           |
| 16108 | 16330        | Coulonges                          |
| 16109 | 16200        | Courbillac                         |
| 16110 | 16240        | Courcôme                           |
| 16111 | 16190        | Courgeac                           |
| 16112 | 16210        | Courlac                            |
| 16113 | 16400        | La Couronne (ComAGA)               |
| 16114 | 16460        | Couture                            |
| 16115 | 16250        | Cressac-Saint-Genis                |
| 16116 | 16300        | Criteuil-la-Magdeleine             |
| 16117 | 16210        | Curac                              |
| 16118 | 16190        | Deviat                             |
| 16119 | 16410        | Dignac                             |
| 16120 | 16410        | Dirac                              |
| 16121 | 16290        | Douzat                             |
| 16122 | 16140        | Ébréon                             |
| 16123 | 16170        | Échallat                           |
| 16124 | 16220        | Écuras                             |
| 16125 | 16320        | Édon                               |
| 16127 | 16240        | Empuré                             |
| 16128 | 16490        | Épenède                            |
| 16129 | 16120        | Éraville                           |
| 16130 | 16210        | Les Essards                        |
| 16131 | 16500        | Esse                               |
| 16132 | 16150        | Étagnac                            |
| 16133 | 16250        | Étriac                             |
| 16134 | 16150        | Exideuil                           |
| 16135 | 16220        | Eymouthiers                        |
| 16136 | 16700        | La Faye                            |
| 16137 | 16380        | Feuillade                          |
| 16138 | 16730        | Fléac (ComAGA)                     |
| 16139 | 16200        | Fleurac                            |
| 16140 | 16230        | Fontclaireau                       |
| 16141 | 16230        | Fontenille                         |
| 16142 | 16240        | La Forêt-de-Tessé                  |
| 16143 | 16410        | Fouquebrune                        |
| 16144 | 16140        | Fouqueure                          |
| 16145 | 16200        | Foussignac                         |
| 16146 | 16410        | Garat                              |
| 16147 | 16320        | Gardes-le-Pontaroux                |
| 16148 | 16170        | Genac                              |
| 16149 | 16270        | Genouillac                         |
| 16150 | 16130        | Gensac-la-Pallue                   |
| 16151 | 16130        | Genté                              |
| 16152 | 16130        | Gimeux                             |
| 16153 | 16200        | Gondeville                         |
| 16154 | 16160        | Gond-Pontouvre (ComAGA)            |
| 16155 | 16140        | Les Gours                          |
| 16156 | 16170        | Gourville                          |
| 16157 | 16450        | Le Grand-Madieu                    |
| 16158 | 16380        | Grassac                            |
| 16297 | 16120        | Graves-Saint-Amant                 |
| 16160 | 16300        | Guimps                             |
| 16161 | 16480        | Guizengeard                        |
| 16162 | 16320        | Gurat                              |
| 16163 | 16290        | Hiersac                            |
| 16164 | 16490        | Hiesse                             |
| 16165 | 16200        | Houlette                           |
| 16166 | 16340        | L’Isle-d’Espagnac (ComAGA)         |
| 16167 | 16200        | Jarnac                             |
| 16168 | 16560        | Jauldes                            |
| 16169 | 16100        | Javrezac                           |
| 16170 | 16190        | Juignac                            |
| 16171 | 16130        | Juillac-le-Coq                     |
| 16172 | 16320        | Juillaguet                         |
| 16173 | 16230        | Juillé                             |
| 16174 | 16200        | Julienne                           |
| 16175 | 16250        | Jurignac                           |
| 16176 | 16300        | Lachaise                           |
| 16177 | 16120        | Ladiville                          |
| 16178 | 16300        | Lagarde-sur-le-Né                  |
| 16179 | 16300        | Lamérac                            |
| 16180 | 16390        | Laprade                            |
| 16183 | 16310        | Lésignac-Durand                    |
| 16181 | 16500        | Lessac                             |
| 16182 | 16420        | Lesterps                           |
| 16184 | 16460        | Lichères                           |
| 16185 | 16140        | Ligné                              |
| 16186 | 16130        | Lignières-Sonneville               |
| 16187 | 16730        | Linars (ComAGA)                    |
| 16188 | 16310        | Le Lindois                         |
| 16189 | 16700        | Londigny                           |
| 16190 | 16240        | Longré                             |
| 16191 | 16230        | Lonnes                             |
| 16193 | 16100        | Louzac-Saint-André                 |
| 16194 | 16140        | Lupsault                           |
| 16195 | 16450        | Lussac                             |
| 16196 | 16230        | Luxé                               |
| 16197 | 16240        | La Magdeleine                      |
| 16198 | 16320        | Magnac-Lavalette-Villars           |
| 16199 | 16600        | Magnac-sur-Touvre (ComAGA)         |
| 16200 | 16230        | Maine-de-Boixe                     |
| 16201 | 16250        | Mainfonds                          |
| 16202 | 16200        | Mainxe                             |
| 16203 | 16380        | Mainzac                            |
| 16204 | 16120        | Malaville                          |
| 16205 | 16500        | Manot                              |
| 16206 | 16230        | Mansle                             |
| 16207 | 16140        | Marcillac-Lanville                 |
| 16208 | 16170        | Mareuil                            |
| 16209 | 16110        | Marillac-le-Franc                  |
| 16210 | 16570        | Marsac                             |
| 16211 | 16380        | Marthon                            |
| 16212 | 16310        | Massignac                          |
| 16213 | 16310        | Mazerolles                         |
| 16214 | 16270        | Mazières                           |
| 16215 | 16210        | Médillac                           |
| 16216 | 16200        | Mérignac                           |
| 16217 | 16100        | Merpins                            |
| 16218 | 16370        | Mesnac                             |
| 16220 | 16200        | Les Métairies                      |
| 16221 | 16140        | Mons                               |
| 16222 | 16620        | Montboyer                          |
| 16223 | 16220        | Montbron                           |
| 16224 | 16300        | Montchaude                         |
| 16225 | 16310        | Montembœuf                         |
| 16226 | 16330        | Montignac-Charente                 |
| 16227 | 16390        | Montignac-le-Coq                   |
| 16228 | 16170        | Montigné                           |
| 16229 | 16240        | Montjean                           |
| 16230 | 16190        | Montmoreau-Saint-Cybard            |
| 16231 | 16420        | Montrollet                         |
| 16232 | 16600        | Mornac (ComAGA)                    |
| 16233 | 16120        | Mosnac                             |
| 16234 | 16290        | Moulidars                          |
| 16236 | 16440        | Mouthiers-sur-Boëme                |
| 16237 | 16460        | Mouton                             |
| 16238 | 16460        | Moutonneau                         |
| 16239 | 16310        | Mouzon                             |
| 16240 | 16390        | Nabinaud                           |
| 16241 | 16230        | Nanclars                           |
| 16242 | 16700        | Nanteuil-en-Vallée                 |
| 16243 | 16200        | Nercillac                          |
| 16244 | 16440        | Nersac (ComAGA)                    |
| 16245 | 16270        | Nieuil                             |
| 16246 | 16190        | Nonac                              |
| 16247 | 16120        | Nonaville                          |
| 16248 | 16140        | Oradour                            |
| 16249 | 16500        | Oradour-Fanais                     |
| 16250 | 16220        | Orgedeuil                          |
| 16251 | 16480        | Oriolles                           |
| 16252 | 16210        | Orival                             |
| 16253 | 16240        | Paizay-Naudouin-Embourie           |
| 16254 | 16390        | Palluaud                           |
| 16255 | 16450        | Parzac                             |
| 16256 | 16480        | Passirac                           |
| 16257 | 16250        | Péreuil                            |
| 16258 | 16250        | Pérignac                           |
| 16259 | 16270        | La Péruse                          |
| 16260 | 16390        | Pillac                             |
| 16261 | 16260        | Les Pins                           |
| 16262 | 16170        | Plaizac                            |
| 16263 | 16250        | Plassac-Rouffiac                   |
| 16264 | 16490        | Pleuville                          |
| 16267 | 16190        | Poullignac                         |
| 16268 | 16700        | Poursac                            |
| 16269 | 16110        | Pranzac                            |
| 16270 | 16150        | Pressignac                         |
| 16271 | 16400        | Puymoyen (ComAGA)                  |
| 16272 | 16230        | Puyréaux                           |
| 16273 | 16240        | Raix                               |
| 16274 | 16110        | Rancogne                           |
| 16275 | 16140        | Ranville-Breuillaud                |
| 16276 | 16360        | Reignac                            |
| 16277 | 16200        | Réparsac                           |
| 16279 | 16210        | Rioux-Martin                       |
| 16280 | 16110        | Rivières                           |
| 16281 | 16110        | La Rochefoucauld                   |
| 16282 | 16110        | La Rochette                        |
| 16283 | 16320        | Ronsenac                           |
| 16284 | 16210        | Rouffiac                           |
| 16285 | 16320        | Rougnac                            |
| 16286 | 16170        | Rouillac                           |
| 16287 | 16440        | Roullet-Saint-Estèphe              |
| 16192 | 16270        | Roumazières-Loubert                |
| 16289 | 16310        | Roussines                          |
| 16290 | 16220        | Rouzède                            |
| 16291 | 16600        | Ruelle-sur-Touvre (ComAGA)         |
| 16292 | 16700        | Ruffec                             |
| 16293 | 16310        | Saint-Adjutory                     |
| 16294 | 16190        | Saint-Amant                        |
| 16295 | 16330        | Saint-Amant-de-Boixe               |
| 16296 | 16230        | Saint-Amant-de-Bonnieure           |
| 16298 | 16170        | Saint-Amant-de-Nouère              |
| 16300 | 16230        | Saint-Angeau                       |
| 16301 | 16300        | Saint-Aulais-la-Chapelle           |
| 16302 | 16210        | Saint-Avit                         |
| 16303 | 16300        | Saint-Bonnet                       |
| 16304 | 16100        | Saint-Brice                        |
| 16306 | 16420        | Saint-Christophe                   |
| 16307 | 16230        | Saint-Ciers-sur-Bonnieure          |
| 16308 | 16450        | Saint-Claud                        |
| 16310 | 16350        | Saint-Coutant                      |
| 16312 | 16170        | Saint-Cybardeaux                   |
| 16309 | 16230        | Sainte-Colombe                     |
| 16349 | 16200        | Sainte-Sévère                      |
| 16354 | 16480        | Sainte-Souline                     |
| 16314 | 16190        | Saint-Eutrope                      |
| 16315 | 16480        | Saint-Félix                        |
| 16316 | 16130        | Saint-Fort-sur-le-Né               |
| 16317 | 16140        | Saint-Fraigne                      |
| 16318 | 16460        | Saint-Front                        |
| 16320 | 16570        | Saint-Genis-d’Hiersac              |
| 16321 | 16700        | Saint-Georges                      |
| 16322 | 16500        | Saint-Germain-de-Confolens         |
| 16323 | 16380        | Saint-Germain-de-Montbron          |
| 16325 | 16700        | Saint-Gourson                      |
| 16326 | 16230        | Saint-Groux                        |
| 16328 | 16190        | Saint-Laurent-de-Belzagot          |
| 16329 | 16450        | Saint-Laurent-de-Céris             |
| 16330 | 16100        | Saint-Laurent-de-Cognac            |
| 16331 | 16480        | Saint-Laurent-des-Combes           |
| 16332 | 16250        | Saint-Léger                        |
| 16334 | 16190        | Saint-Martial                      |
| 16335 | 16700        | Saint-Martin-du-Clocher            |
| 16336 | 16260        | Saint-Mary                         |
| 16337 | 16500        | Saint-Maurice-des-Lions            |
| 16338 | 16300        | Saint-Médard                       |
| 16340 | 16720        | Saint-Même-les-Carrières           |
| 16341 | 16470        | Saint-Michel (ComAGA)              |
| 16342 | 16300        | Saint-Palais-du-Né                 |
| 16343 | 16130        | Saint-Preuil                       |
| 16344 | 16110        | Saint-Projet-Saint-Constant        |
| 16346 | 16210        | Saint-Quentin-de-Chalais           |
| 16345 | 16150        | Saint-Quentin-sur-Charente         |
| 16347 | 16210        | Saint-Romain                       |
| 16348 | 16290        | Saint-Saturnin (ComAGA)            |
| 16350 | 16390        | Saint-Séverin                      |
| 16351 | 16120        | Saint-Simeux                       |
| 16352 | 16120        | Saint-Simon                        |
| 16353 | 16220        | Saint-Sornin                       |
| 16355 | 16370        | Saint-Sulpice-de-Cognac            |
| 16356 | 16460        | Saint-Sulpice-de-Ruffec            |
| 16357 | 16480        | Saint-Vallier                      |
| 16358 | 16710        | Saint-Yrieix-sur-Charente (ComAGA) |
| 16359 | 16130        | Salles-d’Angles                    |
| 16360 | 16300        | Salles-de-Barbezieux               |
| 16361 | 16700        | Salles-de-Villefagnan              |
| 16362 | 16190        | Salles-Lavalette                   |
| 16363 | 16420        | Saulgond                           |
| 16364 | 16310        | Sauvagnac                          |
| 16365 | 16480        | Sauvignac                          |
| 16366 | 16130        | Segonzac                           |
| 16368 | 16410        | Sers                               |
| 16369 | 16200        | Sigogne                            |
| 16370 | 16440        | Sireuil                            |
| 16371 | 16170        | Sonneville                         |
| 16372 | 16380        | Souffrignac                        |
| 16373 | 16240        | Souvigné                           |
| 16374 | 16800        | Soyaux (ComAGA)                    |
| 16375 | 16260        | Suaux                              |
| 16376 | 16270        | Suris                              |
| 16377 | 16260        | La Tâche                           |
| 16378 | 16700        | Taizé-Aizie                        |
| 16379 | 16110        | Taponnat-Fleurignac                |
| 16380 | 16360        | Le Tâtre                           |
| 16381 | 16240        | Theil-Rabier                       |
| 16382 | 16410        | Torsac                             |
| 16383 | 16560        | Tourriers                          |
| 16384 | 16360        | Touvérac                           |
| 16385 | 16600        | Touvre (ComAGA)                    |
| 16386 | 16120        | Touzac                             |
| 16387 | 16200        | Triac-Lautrait                     |
| 16388 | 16730        | Trois-Palis                        |
| 16389 | 16350        | Turgon                             |
| 16390 | 16140        | Tusson                             |
| 16391 | 16700        | Tuzie                              |
| 16392 | 16460        | Valence                            |
| 16393 | 16330        | Vars                               |
| 16394 | 16320        | Vaux-Lavalette                     |
| 16395 | 16170        | Vaux-Rouillac                      |
| 16396 | 16460        | Ventouse                           |
| 16397 | 16140        | Verdille                           |
| 16398 | 16310        | Verneuil                           |
| 16399 | 16130        | Verrières                          |
| 16400 | 16510        | Verteuil-sur-Charente              |
| 16401 | 16330        | Vervant                            |
| 16402 | 16120        | Vibrac                             |
| 16403 | 16350        | Le Vieux-Cérier                    |
| 16404 | 16350        | Vieux-Ruffec                       |
| 16405 | 16300        | Vignolles                          |
| 16406 | 16220        | Vilhonneur                         |
| 16408 | 16320        | Villebois-Lavalette                |
| 16409 | 16240        | Villefagnan                        |
| 16410 | 16700        | Villegats                          |
| 16411 | 16140        | Villejésus                         |
| 16412 | 16560        | Villejoubert                       |
| 16413 | 16240        | Villiers-le-Roux                   |
| 16414 | 16230        | Villognon                          |
| 16415 | 16430        | Vindelle                           |
| 16416 | 16310        | Vitrac-Saint-Vincent               |
| 16417 | 16120        | Viville                            |
| 16418 | 16400        | Vœuil-et-Giget                     |
| 16419 | 16330        | Vouharte                           |
| 16420 | 16250        | Voulgézac                          |
| 16421 | 16220        | Vouthon                            |
| 16422 | 16410        | Vouzan                             |
| 16423 | 16330        | Xambes                             |
| 16424 | 16210        | Yviers                             |
| 16425 | 16110        | Yvrac-et-Malleyrand                |